# Lupe Vélez
Lupe Vélez, all'anagrafe María Guadalupe Villalobos Vélez (San Luis Potosí, 18 luglio 1908 – Beverly Hills, 13 dicembre 1944), è stata un'attrice e ballerina messicana.

## Biografia
Figlia di una cantante d'opera, nel 1921 venne mandata dalla madre a studiare in un collegio di monache a San Antonio (USA), da dove uscì qualche anno più tardi per aiutare economicamente la madre, lavorando come commessa in un negozio. Grazie a Hal Roach (scopritore di Oliver Hardy e Stan Laurel), la Vélez iniziò la sua carriera di attrice a Hollywood negli anni venti: Roach la fece debuttare proprio in un cortometraggio muto con Laurel e Hardy, Marinai in guardia (1927). Con la grande coppia di comici tornerà a lavorare qualche anno dopo nel lungometraggio La grande festa (1934). In seguito Douglas Fairbanks la volle in Il gaucho (1927), accanto alla diva del muto Mary Pickford.
Nel 1928 vinse l'edizione di quell'anno del premio WAMPAS Baby Stars, un'iniziativa pubblicitaria promossa negli Stati Uniti dalla Western Association of Motion Picture Advertisers, che premiava ogni anno tredici ragazze giudicate pronte a iniziare una brillante carriera nel cinema. Velez interpretò ruoli drammatici per cinque anni, per passare poi alle commedie. Nel 1933 fu la protagonista di Tutto pepe, film che ne rivelò l'enorme talento di attrice brillante e che mise in risalto la sua impetuosa femminilità. L'anno seguente apparve in tre commedie, Strictly Dynamite, Palooka e Laughing Boy, ma la vera popolarità la ottenne nella serie di film intitolata The Mexican Spitfire (La Sputafuoco Messicana), nei quali interpretò la capricciosa e focosa Carmelita Linsday. In verità, nelle intenzioni della RKO The Mexican Spitfire doveva essere uno dei tanti B-movie prodotti in quel periodo, e la Vélez stessa aveva accettato di interpretarlo perché in una fase calante della sua carriera, ma inaspettatamente il film diventò un grande successo, dando vita alla serie: Mexican Spitfire (Caramba, Carmelita, 1939), The Mexican Spitfire Out West (1940), Mexican Spitfire Baby (1941), Mexican Spitfire's Blessed Event (1943), e altri.
La vita privata dell'attrice fu molto tormentata. Si sposò una sola volta, con l'attore Johnny Weissmuller, uno dei suoi tanti amori, ma il matrimonio finì dopo cinque anni a causa del carattere aggressivo dell'attrice. Un altro dei suoi amori più famosi fu Gary Cooper, che incontrò sul set del film La canzone dei lupi (1929). Anche lui la lasciò perché stanco del suo carattere impulsivo e irritabile. A spingerla al suicidio sarà la tormentata storia con Harald Ramond, il quale non riconobbe il figlio che Lupe stava aspettando. Il 13 dicembre 1944 l'attrice invitò le sue migliori amiche, Estelle Taylor (l'ex del pugile Jack Dempsey) e Benita Oakie (la moglie dell'attore Jack Oakie), a dividere quella che sarebbe stata la sua “ultima cena".
Dopo il festino alla messicana con fumo e alcool, Vélez si ritirò, confessando la sua lacerante inquietudine: “Sono stufa della vita. Devo lottare per tutto. E sono così stanca. È da quando ero bambina, nel Messico, che lotto. È mio figlio. Non potrei mai ucciderlo e vivere in pace con me stessa. Piuttosto mi uccido io”. Ma le sue amiche non le diedero retta. Ritrovatasi sola nella sua grande villa alle tre del mattino, per l'ultima volta salì lo scalone dalla balaustra di ferro battuto, elegantissima nell'abito da sera di lamé d'argento, e raggiunse la sua camera, adornata con fiori e candele. L'attrice scrisse un biglietto d'addio che lasciò sul comodino, e ingerì settantacinque pasticche di sonnifero Seconal. Venne ritrovata morta l'indomani, all'età di trentasei anni.

## Controversie riguardo alla sua morte
Esiste una versione ufficiosa del suicidio di Velez, tramandata dall'articolo di Louella Parsons, la penna più tagliente di Hollywood, sulle pagine dell'Examiner, che descrisse la scena del ritrovamento in maniera stranamente dignitosa e regale, con la Vélez vestita con il suo abito più bello e sdraiata sul letto ricoperto di fiori: «Lupe non era mai stata così bella, adagiata sul letto, come se dormisse... Un lieve sorriso sulle labbra, come per un sogno segreto... Pareva una bambina che fa la nanna, una brava bambina... Ascoltate! Sono i suoi cagnolini, ecco Chips, ecco Chops... che grattano la porta... E guaiscono, e piangono perché vogliono che la loro piccola Lupita li porti fuori a giocare...».
Secondo una versione quasi certamente falsa, la scena del ritrovamento sarebbe stata molto diversa. In questa probabile leggenda metropolitana, la cameriera Juanita, la mattina seguente, avrebbe aperto la porta della camera da letto e avrebbe trovato il letto vuoto, ma circondato da fiori e candele come la diva aveva previsto per il suo suicidio. Seguendo poi delle tracce di vomito, la donna sarebbe arrivata al bagno, per trovare la padrona con la testa incastrata nella tazza del water, annegata.

## Influenze nella cultura di massa
- La sua immagine disegnata comparve sulla copertina del primo numero de La Settimana Enigmistica del 23 gennaio 1932.[3]
- Nella prima puntata della prima serie di Frasier, la versione con la diva ritrovata morta con la testa incastrata nel water, è raccontata da Roz.
- La parabola artistica e di vita dell'attrice messicana è raccontata nella canzone Lupe Vélez (Massimo Tucci/Stefano Scotto/Massimo Tucci) della band Il Palco della Musica, contenuta nell'album Tantipiccolipezzi del 2012.[4]

## Riconoscimenti
- WAMPAS Baby Stars 1928

## Filmografia

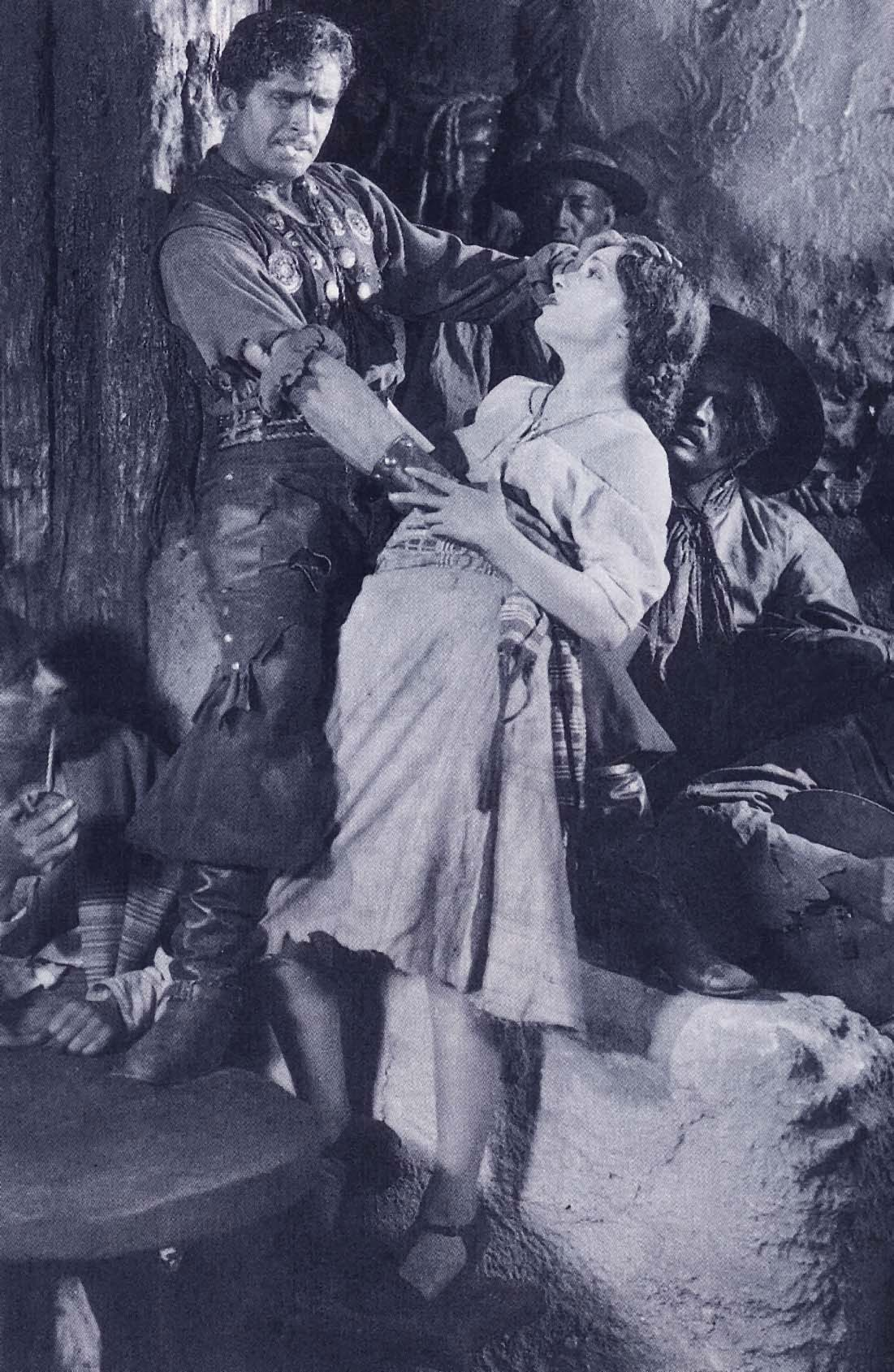
Con Douglas Fairbanks ne Il gaucho

- What Women Did for Me, regia di James Parrott (1927)
- Marinai in guardia (Sailors Beware), regia di Hal Yates (1927)
- Il gaucho (The Gaucho), regia di F. Richard Jones (1927)
- Il covo degli avvoltoi (Stand and Deliver), regia di Donald Crisp (1928)
- La canzone del cuore (Lady of the Pavements), regia di David Wark Griffith (1929)
- La canzone dei lupi (The Wolf Song) (1929)
- Vendetta d'oriente (Where East Is East) (1929)
- Rosa tigrata (Tiger Rose) (1929)
- Il porto dell'inferno (Hell Harbor) (1930)
- Notte di bufera (The Storm) (1930)
- L'appello dell'innocente (East Is West) (1930)
- Oriente es Occidente (1930)
- Katusha (Resurrection), regia di Edwin Carewe (1931)
- Naturich la moglie indiana (The Squaw Man), regia di Cecil B. DeMille (1931)
- La rumba dell'amore (The Cuban Love Song), regia di W. S. Van Dyke (1931)
- Hombres de mi vida (1932)
- The Broken Wing (1932)
- Kongo, regia di William J. Cowen (1932)
- La verità seminuda (The Half Naked Truth) (1932)
- Tutto pepe (Hot Pepper) (1933)
- Palooka, regia di Benjamin Stoloff (1934)
- Laughing Boy, regia di W. S. Van Dyke (1934)
- Strictly Dynamite (1934)
- La grande festa (Hollywood Party) - donna nello sketch di Laurel & Hardy (1934)
- Ho trovato una donna (The Morals of Marcus) (1935)
- Gypsy Melody (1936)
- Stardust, regia di Melville W. Brown (1937)
- High Flyers, regia di Edward F. Cline (1937)
- La zandunga (1938)
- The Girl from Mexico (1939)
- Mexican Spitfire (1940)
- Mexican Spitfire Out West (1940)
- Six Lessons from Madame La Zonga (1941)
- Mexican Spitfire's Baby (1941)
- Honolulu Lu (1941)
- Playmates, regia di David Butler (1941)
- Mexican Spitfire at Sea (1942)
- Caramba Carmelita (Mexican Spitfire Sees a Ghost) (1942)
- Mexican Spitfire's Elephant (1942)
- Ladies' Day (1943)
- Rita la rossa (Redhead from Manhattan) (1943)
- Mexican Spitfire's Blessed Event (1943)
- Nana, regia di Roberto Gavaldón, Celestino Gorostiza (1944)

### Film o documentari dove appare Lupe Vélez
- The Casting Couch, regia di John Sealey - video con filmati di repertorio (1995)
- Frasier, episodio 1, stagione 1, The good son (16 settembre 1993)